# Pink (canción)
«Pink» (en español: «Rosado») es una canción de la banda de hard rock estadounidense Aerosmith. Escrita por Steven Tyler y los compositores Richie Supa y Glen Ballard, fue lanzada como tercer sencillo del álbum Nine Lives en 1997.

## Vídeo musical
El vídeo de la canción fue dirigido por Doug Nichol, quien utilizó imágenes generadas por computadora para fusionar los rostros de los personajes con diferentes cuerpos, técnica conocida como morphing. Una gran variedad de personajes se mezclan con los miembros de la banda mientras caminan hacia la cámara, por ejemplo, Joe Perry aparece como un centauro, Brad Whitford como un niño, y Steven Tyler como un esqueleto o un niño disfrazado de conejo de Pascua.

## Premios
En 1999, Aerosmith obtuvo el premio Grammy a la mejor interpretación rock de un dúo o grupo gracias a «Pink». Además, su video musical ganó el MTV Video Music Award en la categoría Mejor vídeo de rock en 1998.

## Posicionamiento en listas
| Lista (1997–99)                         | Mejor posición |
| --------------------------------------- | -------------- |
| Alemania (Media Control AG)             | 81             |
| Canadá (RPM Top Singles)                | 42             |
| Estados Unidos (Billboard Hot 100)      | 27             |
| Estados Unidos (Mainstream Rock Tracks) | 1              |
| Estados Unidos (Top 40 Mainstream)      | 23             |
| Países Bajos (Mega Single Top 100)      | 58             |
| Reino Unido (UK Singles Chart)          | 13             |

### Sucesión en listas
| Anterior: «Listen» de Collective Soul | Mainstream Rock Tracks — Sencillo Nro 1 6 de septiembre de 1997 — 27 de septiembre de 1997 | Siguiente: «Touch, Peel and Stand» de Days of the New |